# ایندیان هد (مریلند)
ایندیان هد (به انگلیسی: Indian Head) شهری در ایالت مریلند کشور ایالات متحده آمریکا است که جمعیت آن در سرشماری سال ۲۰۱۰ میلادی، ۳٬۸۴۴ نفر بوده‌است.